# آن۲۴
آن۲۴ (انگلیسی: ON24) شرکت رسانه‌ای آمریکایی است، که در سال ۱۹۹۸ تأسیس شد.